# Euphthiracarus
Euphthiracarus är ett släkte av kvalster. Euphthiracarus ingår i familjen Euphthiracaridae.

## Dottertaxa tillEuphthiracarus, i alfabetisk ordning[1]
- Euphthiracarus africanus
- Euphthiracarus aggenitalis
- Euphthiracarus alazon
- Euphthiracarus antipai
- Euphthiracarus bhutanicus
- Euphthiracarus bicarinatus
- Euphthiracarus brasiliensis
- Euphthiracarus breviculus
- Euphthiracarus cathayanus
- Euphthiracarus cernuus
- Euphthiracarus clavatus
- Euphthiracarus comteae
- Euphthiracarus cooki
- Euphthiracarus crassisetae
- Euphthiracarus cribrarius
- Euphthiracarus depressculus
- Euphthiracarus diatropos
- Euphthiracarus disparilis
- Euphthiracarus dlouhyorum
- Euphthiracarus dubius
- Euphthiracarus evexus
- Euphthiracarus excultus
- Euphthiracarus flavus
- Euphthiracarus fulvus
- Euphthiracarus fusticulus
- Euphthiracarus fusulus
- Euphthiracarus heterosetosus
- Euphthiracarus heterotrichus
- Euphthiracarus humeralis
- Euphthiracarus incredibilis
- Euphthiracarus inglisi
- Euphthiracarus inopinatus
- Euphthiracarus insolitus
- Euphthiracarus karpellesi
- Euphthiracarus klabati
- Euphthiracarus kunsti
- Euphthiracarus labyrinthicus
- Euphthiracarus lanceolatus
- Euphthiracarus longirostralis
- Euphthiracarus meghalayensis
- Euphthiracarus microseta
- Euphthiracarus modicus
- Euphthiracarus monodactylus
- Euphthiracarus monyx
- Euphthiracarus nasalis
- Euphthiracarus nasutus
- Euphthiracarus novosibiricus
- Euphthiracarus ornatus
- Euphthiracarus pakistanensis
- Euphthiracarus parabrasiliensis
- Euphthiracarus paradisparilis
- Euphthiracarus parafusulus
- Euphthiracarus parareticulatus
- Euphthiracarus parasimilis
- Euphthiracarus paravesciculus
- Euphthiracarus pedanos
- Euphthiracarus pulchrum
- Euphthiracarus punctulatus
- Euphthiracarus razdolnicus
- Euphthiracarus rectus
- Euphthiracarus reticulatus
- Euphthiracarus sarawaki
- Euphthiracarus scuticus
- Euphthiracarus secundus
- Euphthiracarus serangos
- Euphthiracarus shogranensis
- Euphthiracarus sikhotealinicus
- Euphthiracarus similis
- Euphthiracarus spinus
- Euphthiracarus subcedrus
- Euphthiracarus sudamericanus
- Euphthiracarus suputincus
- Euphthiracarus takahashii
- Euphthiracarus tanythrix
- Euphthiracarus tesselatus
- Euphthiracarus trentus
- Euphthiracarus tumidus
- Euphthiracarus vesciculus
- Euphthiracarus vicinus
- Euphthiracarus vietnamicus
- Euphthiracarus virgatus